# Majaky (obwód doniecki)
Majaky (ukr. Маяки) – wieś na Ukrainie, w obwodzie donieckim, w rejonie kramatorskim, w hromadzie Swiatohirśk. W 2001 liczyła 1286 mieszkańców.